# Louis Fasquelle
Louis Fasquelle (* 19. September 1808 in Guînes, Pas-de-Calais; † 1. Oktober 1862 in Ann Arbor, Michigan) war ein US-amerikanischer Romanist und Fremdsprachendidaktiker französischer Herkunft.

## Leben und Werk
Fasquelle studierte in Frankreich, heiratete eine Amerikanerin und ging 1834 mit ihr in die Vereinigten Staaten. Nach dem Scheitern einer Existenz als Farmer bei Ann Arbor betätigte er sich in Detroit als Sprachlehrer und wurde 1846 als erster Professor für moderne Sprachen an die University of  Michigan berufen. Dort lehrte er vor allem Französisch und schrieb erfolgreiche Lehrbücher.

## Werke
- A new method of learning the French language. Embracing both the analytic and synthetic modes of instruction. Being a plain and practical way of acquiring the art of reading, speaking, and composing French, New York/Chicago 1851 (bis 1865)
- The coloquial French reader or, Interesting narratives in French, New York 1853 (bis 1881)
- (Hrsg.) Alexandre Dumas, Napoléon, with conversational exercises, explanatory notes and references to the "New French method, New York 1855 (bis 1880)
- Cassell’s Lessons in French, 2 Bde., London 1856–1857 (bis 1906)
- Esprit de la conversation française, New York 1857
- A course of the French language, New York/Chicago 1858 (zuletzt Montreal 1945)